# جورج ايفان هاول
جورج ايفان هاول (بالإنجليزية: George Evan Howell)‏ (و. 1905 – 1980 م)هو سياسي، وقاضي، ومحامي من الولايات المتحدة الأمريكية . ولد في ماريون .
وهو عضو في الحزب الجمهوري .
توفي في كليرواتر .